# Vengurla
Vengurla è una città dell'India di 12.471 abitanti, situata nel distretto di Sindhudurg, nello stato federato del Maharashtra. In base al numero di abitanti la città rientra nella classe IV (da 10.000 a 19.999 persone).

## Geografia fisica
La città è situata a 15° 52' 0 N e 73° 37' 60 E e ha un'altitudine di 10 m s.l.m..

## Società

### Evoluzione demografica
Al censimento del 2001 la popolazione di Vengurla assommava a 12.471 persone, delle quali 6.149 maschi e 6.322 femmine. I bambini di età inferiore o uguale ai sei anni assommavano a 1.231, dei quali 576 maschi e 655 femmine. Infine, coloro che erano in grado di saper almeno leggere e scrivere erano 10.089, dei quali 5.314 maschi e 4.775 femmine.